# Smenchkare
Smenchkare byl egyptský panovník řazený k 18. dynastii, i když to bylo v problematickém období konce vlády Achnatona a nástupu legitimního nástupce Tutanchámona. Jeho doba vlády zahrnuje dvě období, v prvním, ve kterém byl Achnatonovým spoluvládcem, zhruba od 13. roku jeho vlády (~1340 př.Kr.), druhém po smrti Achnatona, (~1336–1334 př.Kr.), kdy legitimní nástupce Tutanchámon byl ještě příliš mlád a jeho zájmy hájila jeho matka Kija.

## Původ
Informace o původu Smenchkareho jsou příliš mlhavé a ne dosud dostatečně podložené archeologickými indiciemi. Nesporné však je, že pocházel z okruhu rodiny Amenhotepa III. Rovněž je nesporné, že spoluvládcem Achnatona se stal někdy kolem 13. roku jeho vlády. Musel být prominentní osobou a zřejmě i důsledkem volby vládnoucího Achnatona. Nabízí se jeho vztah jako nevlastního bratra některé z manželek Amenhotepa III., kde vedle královské manželky Teje žily i dcery mitannských králů: Giluchipa dcera Šuttarna II., Teduchipa dcera krále Tušratty,případně i syn nejstarší dcery Amehotepa III. Sitamun (incestní vztahy byly v té době dost časté). Některé teorie spojují osobu Smenchkareho s Achnatonovou nejstarší dcerou Meritaton, která dle těchto teorií vládla jako muž pod jménem Ancheprure Smenchkare. Po smrti Achnatona se ujal asi na dva roky vlády nad Egyptem.
Diskuse o jeho personifikaci potvrzují archeologické indicie o existenci mužské osoby s věrohodně doloženými vztahy ke královské rodině:

Jsou to:

- váza z hrobu Tutanchamona i s jménem Smenchkareho,
- v roce 1922 Howardem Carterem nalezená hrobka Tutanchamona, kde se ve výbavě našly zlomky skříně se jmény Achnatona a společně i krále Ancheprure a královny Merietate, jeho manželky;[6][7]
- na nalezených zlomcích z Amarny a vedlejšího paláce Gurob[p 2][8] šest kartuší s trůnním jménem Ancheprure a dvě další s epitetem Nefercheprure, tři s epitetem Meri-Waenre, dvě nesoucí jméno Smenchkare a další s epitetem Džoser-Chepru nalezené při vykopávkách v korunním paláci.[9]
- hliněná pečeť (v záhlaví) je shodná s kartuší (pečetidlem) č. 92 zobrazených artefaktů;
- ve hrobce Merire TA2 je zobrazena scéna ze slavnosti Durbar s (poškozeným) nápisem „Faraon Ancheprure Smenchkare a jeho Velká královská manželka Meritaton“.

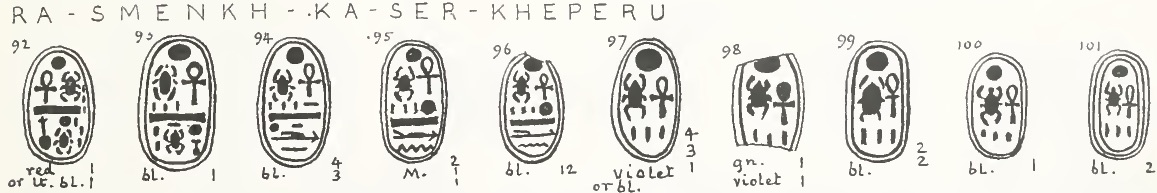
Kartuše faraona Smenchkareho nalezené při vykopávkách v Thebách a v Amarně

## Vláda
Legitimita přechodné vlády Smenchkareho se odvozovala od jeho manželky, nejstarší dcery Achnatona Nefertiti Meritaton. Té bylo v době sňatku jen asi 13 let. Smenchkare ke svému jménu připojil jméno královny matky Nefernefruaton. Po dvou letech této vlády Smenchkare náhle zemřel (~1334 př. Kr.). Přímé nástupnictví Tutanchamona na trůn bylo předmětem intrik v okolí jeho rodiny.

## Hrobka
Smenchkare, který pocházel z Théb si zde nechal stavět hrobku v Bibal El-Moluk, uvádí se KV55, ale zde se při jejím otevření (E. Ayerton – 1907, britský egyptolog) nacházel sarkofág určený pro královnu Teje ale mumie v ní nalezená byla mužského pohlaví, dříve přisouzená Achnatonovi. Případné otázky nejsou dosud uspokojivě zodpovězeny. Smenchkare si také nechal stavět hrobku i v Tell EL-Amarně, ta však nebyla dokončena a jeho pravé pohřební místo nebylo určeno.

## Zdravotní podmínky v El Amarně
Achnaton zemřel ve věku ~30 let, Smenchkare po dvou letech samostatné vlády, přitom lze předpokládat, že byl věkovým vrstevníkem Achnatona. V obou případech se důvody jejich asi náhlého úmrtí v původních odkazech nevyskytují. Následně je možné k nim přiřadit i předčasné úmrtí Tutanchamona ve věku ~19 let. 
Komplexní archeologické expedice zkoumající profil tehdejší populace v El Amarně, podložené rozsáhlejšími antropologickými analýzami hrobových nálezů v celém profilu amarnské lokality, poskytly detailnější pohled na spektrum identifikovaných chorob a pravděpodobných příčiny jejich úmrtí v době trvání sídelního města Achetatonu.
Průměrný věk v tomto období se pohyboval v rozmezí 20–40 let s výraznou četností v dětském a juvenilním věku a diferenciací společenského sociálního postavení. Chudší část populace trpěla častěji hladem, z toho pak odvozenou Sideropenickou anémií (nedostatek železa ve stravě) a náchylností k infekčním chorobám. Uvádí se epidemie černého moru. Malarické horečky, parazitické ataky bilharziemi obvyklé v nilském řečišti, vývojové kostní vady včetně dentálních komplikací. Byly to také pravé neštovice (Variola vera), amébóza, tyfus a další v orientě dosud se vyskytující patogeny, které souvisejí s nedostatečnými hygienickými systémy.

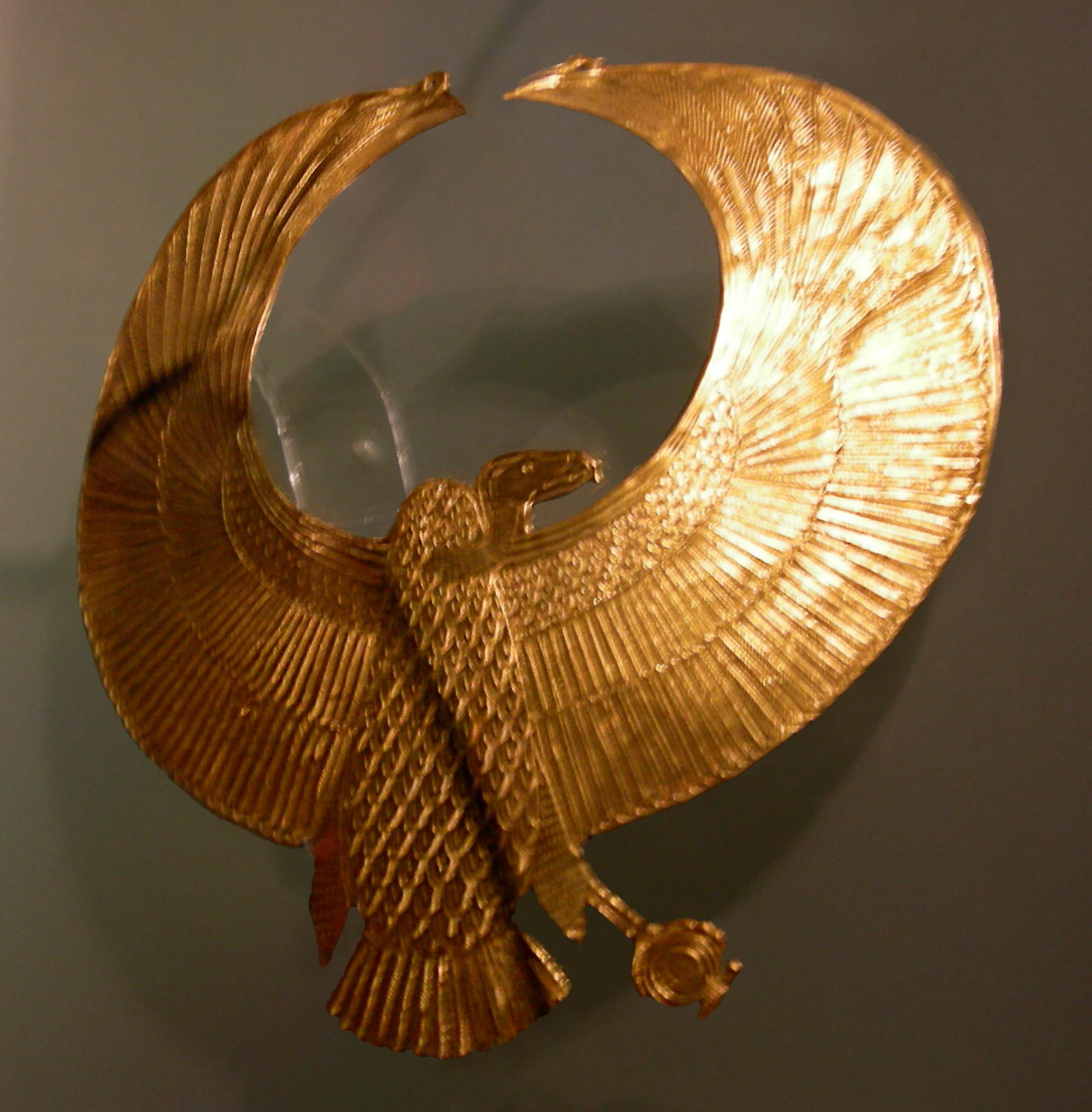
Nákrčník s motivem supa z hrobky KV55

| Úmrtnost/dožívání              | Starý Egypt | Egypt 1998 |
| ------------------------------ | ----------- | ---------- |
| Dětská úmrtnost do 1 roku      | 30%         | 4%         |
| Dětská úmrtnost od 1 do 5 roků | 20%         | 5,1%       |
| Dospělí dožívání-chudá vrstva  | 20–30 r.    | ~65        |
| Dospělí dožívání-bohatá vrstva | 30–40 r.    | ~65        |
| Roční růst populace            | >0,1%       | 2,2%       |

## Epilog
Smenchkare žil a krátce vládl ve stadiu krize egyptské společnosti v závěru 18. dynastie, ovlivněné řadou vnitřních i vnějších vlivů, které podlomily stabilitu vlád po dlouhodobé a úspěšné vládě Amenhotepa III. Značně k tomu přispěly v té době špatné zdravotní podmínky, které byly příčinou stagnace rozvoje populace a nestability vládnoucích struktur. Z vnějších podmínek to byl vzrůstající vliv Novochetitské říše a citelné ztráty vlivu Egypta v syrsko-palestinské oblasti.